# 久遠の誓ひ
『久遠の誓ひ』（くおんのちかい、Now and Forever）は、1934年に公開されたアメリカ合衆国の映画。監督はヘンリー・ハサウェイ。ジャック・カークランドとメルヴィル・ベイカーによる短編小説を原作としている。出演はゲイリー・クーパーやキャロル・ロンバード、シャーリー・テンプルなど。
別題は『久遠の誓い』。テレビ放映時は『天使とペテン師』の題で放送された。

## キャスト
※括弧内は日本語吹替（テレビ版）
- ジェリー・デイ：ゲイリー・クーパー（声：黒沢良）
- トニ・カーステアーズ・デイ：キャロル・ロンバード
- ペニー：シャーリー・テンプル（声：貴家堂子）
- フェリックス・エヴァンス：サー・ガイ・スタンディング
- クレイン夫人：シャーロット・グランヴィル
- ジェームズ・ヒギンソン：ギルバート・エメリー
- リン：駒井哲